# Prüfer-Code
In der Graphentheorie bezeichnet ein Prüfer-Code eine Folge, die einen beschrifteten Baum eineindeutig beschreibt. Der Code für einen Baum mit {\displaystyle n} Knoten hat die Länge {\displaystyle n-2} und kann mit einem einfachen iterativen Algorithmus erstellt werden. Prüfer-Codes wurden 1918 von Heinz Prüfer eingeführt, um die Cayley-Formel zu beweisen.

## Algorithmus

### Prüfer-Code aus einem Baum
Erstellt werden kann ein Prüfer-Code aus einem Baum durch das iterative Entfernen von Knoten, bis nur noch zwei Knoten übrig sind. Gegeben sei ein Baum {\displaystyle T} mit Knoten {\displaystyle \{1,2,\ldots ,n\}}. Im Schritt {\displaystyle i} wird das Blatt mit der kleinsten Beschriftung aus dem Baum entfernt und das {\displaystyle i}-te Element des Prüfer-Codes auf die Beschriftung des einzigen Nachbarn des entfernten Blattes gesetzt.
Der Code eines Baums ist offensichtlich eindeutig und hat die Länge {\displaystyle n-2}.

### Baum aus einem Prüfer-Code rekonstruieren
Der ursprüngliche Baum aus einem Prüfer-Code kann ebenfalls leicht gewonnen werden.
Dazu geht man den Prüfer-Code {\displaystyle p} von links nach rechts durch und schreibt (in eine Liste {\displaystyle b}) die jeweils kleinste Zahl darunter, die weder in {\displaystyle p}, noch in {\displaystyle b} enthalten ist. Diese wird mit der aktuellen Zahl in {\displaystyle p} verbunden. Die aktuelle Zahl in {\displaystyle p} wird anschließend gestrichen. Diese Schritte werden wiederholt, bis keine Elemente mehr in {\displaystyle p} vorhanden sind. Das {\displaystyle i}-te Element in {\displaystyle p} ist dann jeweils mit dem {\displaystyle i}-ten Element in {\displaystyle b} durch eine Kante verbunden.
Man erhält so allerdings einen Baum mit nur {\displaystyle n-1} Knoten. Um den {\displaystyle n}-ten Knoten zu erhalten, verbindet man nun die zwei Zahlen, die nicht in {\displaystyle b} enthalten sind, durch eine weitere Kante.

## Beispiel

### Prüfer-Code aus einem Baum

Ein beschrifteter Baum mit Prüfer-Code 5, 5, 2, 2, 2

Der oben vorgestellte Algorithmus wird auf das Bild rechts angewandt. Zu Beginn ist der Knoten 1 das Blatt mit der kleinsten Beschriftung, daher wird dieser Knoten als erstes entfernt und 5 wird als erstes Element in den Prüfer-Code eingefügt. Anschließend werden die Blätter 3 und 4 aus dem Baum entfernt und die Folge um 5 und 2 erweitert. Da der Knoten 5 jetzt das kleinste Blatt ist, wird er aus dem Baum entfernt und 2 an die Folge angehängt. Als letzter Knoten wird Knoten 6 aus dem Baum entfernt und 2 an die Folge angehängt. Der Algorithmus terminiert, da nur noch zwei Knoten (2 und 7) übrig sind.

### Baum aus einem Prüfer-Code
Wir verwenden den obigen Prüfer-Code {\displaystyle p=(5,5,2,2,2)}.
1. Das kleinste Element, das nicht in {\displaystyle p} oder in {\displaystyle b=()} enthalten ist, ist 1. Die erste 5 wird also im Baum mit der 1 verbunden, die 1 zu {\displaystyle b} hinzugefügt und die 5 gestrichen.
2. Das kleinste Element, das nicht in {\displaystyle p=(5,2,2,2)} oder in {\displaystyle b=(1)} enthalten ist, ist die 3. Es folgt: {\displaystyle p=(2,2,2)}, {\displaystyle b=(1,3)} und die 5 und die 3 werden im Baum durch eine Kante verbunden.
3. Als nächstes ist 4 das kleinste Element, das nicht in {\displaystyle p} oder {\displaystyle b} liegt.  Es folgt: {\displaystyle p=(2,2)}, {\displaystyle b=(1,3,4)} und die 2 und die 4 werden im Baum durch eine Kante verbunden.
4. Als nächstes ist 5 das kleinste Element, das nicht in {\displaystyle p} oder {\displaystyle b} liegt.  Es folgt: {\displaystyle p=(2)}, {\displaystyle b=(1,3,4,5)} und die 2 und die 5 werden im Baum durch eine Kante verbunden.
5. Als nächstes ist 6 das kleinste Element, das nicht in {\displaystyle p} oder {\displaystyle b} liegt.  Es folgt: {\displaystyle p=()}, {\displaystyle b=(1,3,4,5,6)} und die 2 und die 6 werden im Baum durch eine Kante verbunden.
6. Der Baum mit {\displaystyle n-1} Knoten ist nun fertiggestellt. Da der Prüfer-Code fünfstellig ist, fehlt noch ein Knoten. Dieser ergibt sich, indem die beiden Zahlen, die jetzt nicht in {\displaystyle b=(1,3,4,5,6)} enthalten sind (also 2 und 7) verbunden werden.

## Anwendung
Der Prüfer-Code eines Baums mit {\displaystyle n} Knoten ist eine eindeutige Folge der Länge {\displaystyle n-2} mit Elementen aus {\displaystyle \{1,\ldots ,n\}}. Umgekehrt gilt, dass es zu einem gegebenen Prüfer-Code {\displaystyle S} der Länge {\displaystyle n-2} mit Elementen aus {\displaystyle \{1,\ldots ,n\}} einen eindeutigen beschrifteten Baum gibt. Das kann einfach mittels Induktion über {\displaystyle n} gezeigt werden.
Die direkte Konsequenz daraus ist, dass Prüfer-Codes eine Bijektion zwischen der Menge der beschrifteten Bäume mit {\displaystyle n} Knoten und der Menge der Folgen der Länge {\displaystyle n-2} mit Elementen aus {\displaystyle \{1,\ldots ,n\}} darstellen. Die letztgenannte Menge hat die Größe {\displaystyle n^{n-2}}, wodurch die Existenz der Bijektion die Cayley-Formel beweist: Es gibt {\displaystyle n^{n-2}} beschriftete Bäume mit {\displaystyle n} Knoten.
Die Ergebnisse können verallgemeinert werden: Ein beschrifteter Baum ist ein Spannbaum eines beschrifteten vollständigen Graphen. Werden geeignete Einschränkungen an den Prüfer-Code gestellt, kann mit ähnlichen Methoden die Anzahl von Spannbäumen für vollständige bipartite Graphen ermittelt werden. Ist {\displaystyle G} ein vollständiger bipartiter Graph mit Knoten {\displaystyle 1} bis {\displaystyle k} in einer Partition und Knoten {\displaystyle k+1} bis {\displaystyle n} in der anderen Partition, so ist in {\displaystyle G} die Anzahl der beschrifteten Spannbäume {\displaystyle k^{n-k-1}(n-k)^{k-1}}.